# Adolfo Mesquita Nunes
Adolfo Miguel Baptista Mesquita Nunes (Lisboa, 29 de novembro de 1977) é um advogado e político português.

## Biografia
Filho de José Miguel Rosa Mesquita Nunes, sobrinho paterno de Luís Filipe Mesquita Nunes, e de sua primeira mulher (1977) Maria Leonor dos Penedos Martins Baptista.
Nascido em Lisboa, os seus pais separaram-se e Adolfo optou por viver na casa dos avós paternos na Covilhã. De novo na capital, prosseguiu os estudos na Faculdade de Direito da Universidade Católica, onde se licenciou em Direito. Obteve em seguida um mestrado em Ciências Jurídico-Políticas, pela Faculdade de Direito da Universidade de Lisboa, com uma dissertação intitulada A urgência no contencioso pré-contratual. 
Advogado e consultor jurídico, exerceu subsequentemente as funções de assessor do vereador da Câmara Municipal de Lisboa Pedro Feist, de junho de 2002 a agosto de 2003; adjunto da Secretária de Estado da Segurança Social do XV Governo Constitucional, Teresa Caeiro, desde agosto de 2003 a junho de 2004; chefe de gabinete do Ministro do Ambiente e do Ordenamento do Território do XVI Governo Constitucional, Luís Nobre Guedes, até fevereiro de 2005. 
Militante do CDS - Partido Popular desde 1997, foi vogal da Comissão Executiva, vice-presidente da Comissão Política Concelhia de Lisboa, liderada por João Gonçalves Pereira e, a partir de 2011, membro da Comissão Política Nacional do CDS-PP. Assumiu funções como vice-presidente da comissão política nacional do CDS – Partido Popular no XXVI Congresso Nacional, em Gondomar, em Março de 2016. 
Foi membro da Assembleia Municipal de Lisboa, em 2002, e deputado à Assembleia da República na XII Legislatura, eleito pelo círculo eleitoral de Lisboa, coordenando o grupo parlamentar do CDS-PP na Comissão Eventual para Acompanhamento das Medidas do Programa de Assistência Financeira a Portugal; nessa qualidade acompanhou no Parlamento as ligações à troika que prestou assistência financeira a Portugal, tendo sido uma das vozes críticas à direita do Orçamento de Estado de Vítor Gaspar de 2013 e signatário da carta que o CDS-PP enviou à mesma troika pedindo flexibilidade no empréstimo concedido ao país. Já em 2011 apresentou uma proposta dum pacote de 20 medidas urgentes para a Geração à Rasca, incluindo que as universidades informem os alunos da empregabilidade dos cursos que lecionam, uma maior flexibilidade do mercado de trabalho e a liberalização do mercado de arrendamento. Em fevereiro de 2012, foi o único deputado do CDS a votar favoravelmente a proposta de lei para permitir a adoção por casais de pessoas do mesmo sexo.
Em 1 de fevereiro de 2013 ingressou no XIX Governo Constitucional, como Secretário de Estado do Turismo, sendo Ministro da Economia António Pires de Lima; em 2015 foi reconduzido nestas funções no efémero XX Governo Constitucional.
Em 2007 participou, no programa da RTP1 Prós e Contras, num debate sobre a legalização da interrupção voluntária da gravidez até às dez semanas, defendendo o "Sim" no referendo à despenalização do aborto em Portugal que teve lugar a 11 de fevereiro de 2007.
A acrescentar ao seu currículo político, foi candidato à presidência da autarquia da Covilhã, nas eleições autárquicas de 2017, tendo sido eleito vereador para o mandato 2017-2021.
No dia 10 de fevereiro de 2018 assumiu publicamente a sua homossexualidade. Por esse motivo, em janeiro de 2019 recebeu o prémio Arco-Íris de 2018 da ILGA Portugal.
Tendo sido vice-presidente da comissão política do CDS-PP entre 2016 e 2019, sob a presidência de Assunção Cristas, abandonou a política nacional para assumir o cargo de membro não executivo do conselho de administração da Galp para o mandato 2019-2022, mantendo-se, contudo, como coordenador do programa eleitoral do CDS-PP para as eleições legislativas de 2019. Para o quadriénio 2023-2026, foi promovido a vice-presidente (não executivo) do conselho de administração da Galp.

Foi cabeça de lista da coligação Juntos Fazemos Melhor (CDS-PP.PPD/PSD.IL) à Assembleia Municipal da Covilhã, tendo sido eleito membro da Assembleia Municipal da Covilhã para o mandato 2021-2025. Desfiliou-se do CDS-PP em outubro de 2021, acusando o partido de falta de liberdade, por ter adiado o congresso para depois das eleições legislativas antecipadas.